# Kirche Banie Mazurskie
Die Kirche in Banie Mazurskie ist ein Bauwerk aus verputzten Backsteinen mit Findlingen aus der zweiten Hälfte des 16. Jahrhunderts. Bis 1945 war sie evangelisches Gotteshaus für die Bewohner des ostpreußischen Kirchspiels Benkheim – des heute polnischen Banie Mazurskie; danach wurde sie katholische Pfarrkirche.

## Geographische Lage
Banie Mazurskie liegt im Nordosten der Woiwodschaft Ermland-Masuren an der polnischen Woiwodschaftsstraße 650 (ehemalige deutsche Reichsstraße 136), die die Städte Gołdap (Goldap) und Węgorzewo (Angerburg) miteinander verbindet. Die Kirche steht an der ul. Marii Konopnickiej genannten Hauptstraße an der dem Flüsschen Gołdapa (Goldap) gegenüber liegenden Straßenseite vor dem weitflächigen Friedhofsgelände.

## Kirchengebäude
Unmittelbar nach Gründung des Marktfleckens Benkheim am 16. Juni 1566 begann man mit dem Bau der Kirche, der bis 1574 andauerte. Es entstand ein Bauwerk aus verputzten Backsteinen und Findlingen, dreischiffig und ohne Chor. Besonders bemerkenswert ist noch heute der mit kunstvollen Verzierungen versehene Ostgiebel von 1646. Den Tatareneinfall 1657 überstand der Bau, obwohl fast das ganze Dorf zerstört wurde. Im Jahr 1698 erhielt das Gotteshaus seinen ausgebauten Turm.
Der Mittelteil des Innenraums war mit einem von Stützen getragenen hölzernen Tonnengewölbe überdeckt, über den Seiten befanden sich Flachdecken. Der Kanzelaltar war eine nachträgliche Vereinigung des Altars mit gemalten Flügeln aus der Zeit um 1600 mit der späteren, wohl aus der Zeit um 1690 stammenden Kanzel.
Acht Jahre nach der 1876 erfolgten grundlegenden Restaurierung erhielt die Kirche eine von Max Terletzki in Königsberg (Preußen) gebaute Orgel. Das Geläut besteht aus zwei Glocken.
Im Zweiten Weltkrieg erlitt die Kirche erhebliche Schäden. Sie wurden bis 1976 behoben, wobei das Holztonnengewölbe durch eine Flachdecke ersetzt wurde. Die verloren gegangene Ausstattung wurde durch eine zeitgemäße, den Erfordernissen des katholischen Gottesdienstes besser gerecht werdende ersetzt. Das Gotteshaus wurde dem Hl. Antonius von Padua („Kościół św. Antoniego Padewskiego“) geweiht.

## Kirchengemeinde
Die evangelische Kirchengemeinde in Benkheim wurde 1646 gegründet. Bis dahin war die Gemeinde eine Filialgemeinde von Angerburg (polnisch Węgorzewo) und gehörte bis 1725 zur Inspektion Rastenburg (Kętrzyn). Bis 1945 dann war sie in den Kirchenkreis Angerburg in der Kirchenprovinz Ostpreußen der Evangelischen Kirche der Altpreußischen Union eingegliedert. Das Kirchenpatronat oblag den staatlichen Behörden. 
Im Jahr 1925 zählte die Pfarrei Benkheim 4950 Gemeindeglieder, die in 28 Orten, Ortschaften und Wohnplätzen des Kirchspiels wohnten. Eine erste Pfarrstelle wurde 1629 durch eine zweite ersetzt, die allerdings 1739 einging.
Aufgrund von Flucht und Vertreibung der einheimischen Bevölkerung kam das Leben der evangelischen Gemeinde im nun Banie Mazurskie genannten Ort zum Erliegen. Nach 1945 siedelten sich hier polnische Bürger an, die fast ausnahmslos der katholischen Konfession angehörten. Die evangelische Kirche wurde umgewidmet, und in Banie Mazurskie wurde eine katholische Pfarrgemeinde gebildet, der die Kapellen in Budziska (Budzisken, 1938–1945 Herbsthausen C) und Grodzisko (Grodzisko, 1925–1938 Schloßberg, 1938–1945 Heidenberg) zugeordnet wurden. Sie ist in das Dekanat Gołdap im Bistum Ełk (Lyck) der Katholischen Kirche in Polen eingegliedert. In Banie Mazurskie lebende evangelische Kirchenglieder gehören nun – wie die katholischen vor 1945 – nach Gołdap. Die dortige Kirche ist Filialkirche der Pfarrei Suwałki in der Diözese Masuren der Evangelisch-Augsburgischen Kirche in Polen.

### Kirchspielorte (bis 1945)
Das weitflächige Benkheimer Kirchspiel bestand aus 28 Orten, Ortschaften bzw. Wohnplätzen:
| Name                | Änderungsname 1938 bis 1945 | Polnischer Name  |  | Name                 | Änderungsname 1938 bis 1945 | Polnischer Name |
| ------------------- | --------------------------- | ---------------- |  | -------------------- | --------------------------- | --------------- |
| *Benkheim           |                             | Banie Mazurskie  |  | *Mitschullen         | Rochau                      | Miczuły         |
| *Budzisken          | Herbsthausen C              | Budziska         |  | Mynte (Forst)        | Minte (Forst)               | Minta           |
| Groß Sakautschen    | Großsackau                  | Zakałcze Wielkie |  | Rosental             |                             | Różanka-Dwór    |
| Gruneyken           | Gruneiken                   | Grunajki         |  | *Sapallen            | Ostau                       | Sapałówka       |
| Grünwalde           |                             | Zielony Lasek    |  | Sawadden             | Herbsthausen A              | Zawady          |
| Hassenstein (Forst) |                             | Kierzki Leśne    |  | Schleuse (Forst)     |                             | Śluza           |
| Heydtwalde (Forst)  |                             | Budziska Leśne   |  | Schupowen            | Schuppau                    | Czupowo         |
| Janellen            |                             | Janele           |  | *Sperling            |                             | Wróbel          |
| *Kerschken          |                             | Kierzki          |  | Storchenberg         |                             | Wydutki         |
| Klein Lissen        |                             | Liski            |  | *Surminnen           |                             | Surminy         |
| Klein Sackautschen  | Kleinsackau                 | Zakałcze Małe    |  | *Polnisch Dombrowken | (seit 1904) Talheim         | Dąbrówka Polska |
| Kulsen              |                             | Kulsze           |  | Tannenberg           |                             | Jeglewo         |
| *Lissen             |                             | Lisy             |  | Wolken               |                             | Wólka           |
| Mitschkowken        | Herbsthausen B              | Mieczkówka       |  | Ziemianen            |                             | Ziemiany        |

### Pfarrer (bis 1945)
An der Kirche in Benkheim amtierten bis 1945 als evangelische Geistliche:
- Paul Rosinski, bis 1629
- Johannes Gusovius, 1629–1636
- Valentin Gregorovius, 1630
- Raphael Gregorovius, 1638–1681
- Andreas Mrosovius, bis 1655
- Albrecht Sescowius, 1655
- Friedrich Fischer, 1656–1696
- Christoph Gregorovius, 1678–1710
- Johann Drigalski, 1696–1733
- Johann Kochnowius, 1706–1707
- Andreas Okronglovius, 1707–1710
- Christian Müller, 1710–1711
- Georg Borcius, 1711–1716
- Christoph Alb. Rüdiger, 1717–1739
- Michael Schemien, 1734–1750
- Martin Andreas Wedecke, 1744–1761
- Michael Hermann Rostock, 1761–1794
- Christoph Georg Rostock, 1795–1843
- Gottlieb Eduard Stern, 1841–1843
- Heinrich Ludwig Taurek, 1844–1880[6]
- Hermann Friedrich Czygan, 1871–1888
- Paul Josef Fischer, 1889–1898
- Otto Emil Ziegler, 1899–1914
- Anton Otto Wangnick, 1914–1930
- Georg Teschner, 1930–1945

### Kirchenbücher
Von den Kirchenbuchunterlagen der einstigen Pfarre Benkheim haben sich erhalten und werden bei der Deutschen Zentralstelle für Genealogie (DZfG) im Sächsischen Staatsarchiv in Leipzig verwahrt:
- Taufen: 1679 bis 1874 (Register: 1679 bis 1749)
- Trauungen: 1681 bis 1874
- Begräbnisse: 1711 bis 1874.